# Paz
Paz je naselje u Republici Hrvatskoj, u sastavu Općine Cerovlje, Istarska županija. Smješteno je na visokom brijegu iznad Boljunskog polja. U njemu se nalazi kaštel (sada ruševine) iz strateških, obrambenih razloga, kao i mnogi ostali u unutrašnjosti Istre koji se prvi put spominje u 12. st. kao Pas, Pass, kasnije Pasperc i Pasberg. Kaštel početkom 16. stoljeća preuzima obitelj Barbo koja je kasnijih stoljeća obilježila okolni kraj. Juraj Barbo izgradio je 1529. u blizini Paza kulu Posrt, Mesaldo Barbo obnovio je 1570. kaštel u Pazu, a nakon uništenja kule Posrt u Uskočkom ratu (1615. – 1618.) Daniele Barbo izgradio je novi ladanjski dvorac Belaj koji se nalazi kojih 3 km ispod Paza.

## Stanovništvo
Prema popisu stanovništva iz 2001. godine, naselje je imalo 79 stanovnika te 30 obiteljskih kućanstava.
| broj stanovnika | 415   | 429   | 421   | 412   | 386   | 387   | 376   | 363   | 292   | 255   | 182   | 153   | 127   | 99    | 79    | 72    | 62    |
|                 | 1857. | 1869. | 1880. | 1890. | 1900. | 1910. | 1921. | 1931. | 1948. | 1953. | 1961. | 1971. | 1981. | 1991. | 2001. | 2011. | 2021. |

## Galerija
- Kaštel Paz
- Kaštel Paz
- Paz sa kaštela